# 不死人

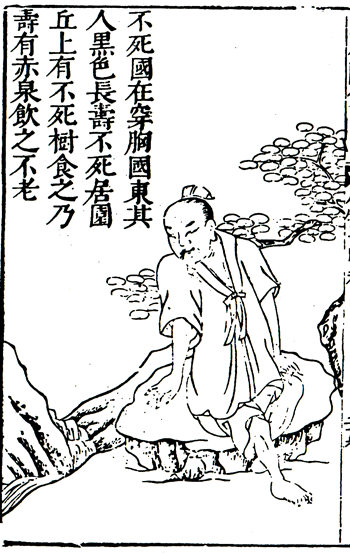
王圻『三才図会』より「不死国」

不死人（ふしじん）は中国に伝わる伝説上の人種である。古代中国では南方に位置する国に棲んでいたとされる。

## 概説
古代中国の地理書『山海経』の海外南経によると、不死国は貫匈国・交脛国の東、三首国の西にあり、黒い色をした人間の姿をしており、その身は不老不死だという。
類書である王圻『三才図会』では、不死人は不死樹（ふしじゅ）を食べ、赤泉（しゃくせん）の水を飲むことによって長寿を得ていると記されている。日本の『和漢三才図会』や奈良絵本『異国物語』などでもこの解説が使われている。

## 不死人の登場する作品
遊谷子『異国奇談和荘兵衛』（1774年）
和荘兵衛の漂流先として、不死国が登場している。この国の人々は始皇帝が不死の薬を求めさせて旅に出された人々が住んでおり、当時からそのまま年をとらずに生きていると設定されている。大きなツルを人々は飼っており不死人たちはそれを耕作に使ったり、乗り物として使っていたりする。